# راسلی
راسلی (به انگلیسی: Rosslea) یک روستا در بریتانیا است که در فرمانا و اوما واقع شده‌است. راسلی ۵۵۴ نفر جمعیت دارد.